# 加藤翔大
加藤 翔大（かとう しょうた、2000年1月26日 - ）は、日本の男性元プロボクサー、タレント。青森県つがる市出身。身長176cm。体重60㎏。

## 略歴
- 2018年、協栄ジムにて亀田興毅にボクシングに誘われ、10ヶ月でプロボクサーとなる。
- 2019年11月20日、翔大軍団と呼ばれる240人の応援団を率いてチケットを売り上げ、後楽園ホールでプロデビュー戦を行う。結果、引き分け。[1]
- 2020年、スターガールズコレクションに出演
- 2022年、中居正広と宮川大輔と本田翼がMCを行う「中居大輔と本田翼と夜な夜なラブ子さん（TBS）」に出演し、TikTok800万再生を記録する。
- 2023年、アパレルブランドを設立。

## 人物
5歳から地元のスイミングスクールに通い、得意種目は背泳ぎ。地区大会では全て優勝。
中学では陸上部に所属し、中体連では1位を獲得。ライフセービング水泳大会では、青森県代表として出場を果たす。
地元青森の高校に進学すると、尾崎豊に憧れていた事もあり暴走行為で非行の道へ。高校を半年で中退になる。
平野歩夢の活躍に感銘を受け、新潟県の開志国際高等学校へ再入学。陸上部に所属し5000mＷで優勝、大会新記録となる。国体予選1位。また10000mＷでも県1位となった。
冬はスノーボード部に所属し、JSBA全日本スノーボード選手権大会にも出場。
高校卒業後に上京し、プロボクサーを経てタレント活動を開始する。
アパレルを設立。全て二日以内に完売している。
テレビに出る前から好きだった本田翼と初バラエティーでも共演。
一途なことでも有名で、一度好きになったら揺るぐことはないと番組でも告白。一方で、八方美人は嫌いで誰にも媚びずに言いたいことは誰にでもいう一匹狼でもある。曲がったことが嫌い。

## TV出演
- 令和の正解リアクション(2020年、TBS)
- 中居大輔と本田翼と夜な夜なラブ子さん(2021年、TBS)[2]